# Slavko Pervan
Slavko Pervan (* 23. Juli 1936 in Jajce, Jugoslawien; † 4. August 2024 in Sarajevo, Bosnien und Herzegowina) war ein jugoslawischer Balletttänzer und -choreograph.

## Leben
Pervan erhielt seine Ausbildung in Osijek, wo er ab 1951 ein Engagement am Kroatischen Nationaltheater erhielt. Ab 1953 gehörte er dem Ballett-Ensemble des Nationaltheaters Sarajevo an und von 1957 bis 1961 dem Ballett-Ensemble des Kroatischen Nationaltheaters in Zagreb. Er vervollständigte seine Ausbildung durch Meisterkurse in Moskau und New York. Er tanzte unter anderem in Romeo und Julia von Prokofjew, Don Quixote von Minkus und Petipa sowie in Die Legende von Ohrid von Stevan Hristić. Choreographien schuf er beispielsweise zu Adam i Eva von Zoran Hristić, Petar Pan von Bruno Bjelinski und Riki von Igor Kuljerić nach der Romanvorlage von Gordana Kuić.
Er war auch als Choreograph für die Eröffnungsfeier und die Abschlussfeier der Olympischen Winterspiele 1984 in Sarajevo tätig. 1992 choreographierte er in Sarajevo eine Adaption des Musicals Hair von MacDermot.